# Uvik vulgaris
Uvik vulgaris är en spindelart som beskrevs av Griswold 200. Uvik vulgaris ingår i släktet Uvik och familjen Cyatholipidae. Inga underarter finns listade i Catalogue of Life.